# Eocottus
Eocottus es un género extinto de peces actinopterigios prehistóricos. Fue descrito por Woodward en 1901.
Vivió en Italia.